# Drosanthemum papillatum
Drosanthemum papillatum är en isörtsväxtart som beskrevs av L. Bol. Drosanthemum papillatum ingår i släktet Drosanthemum och familjen isörtsväxter. Inga underarter finns listade i Catalogue of Life.